# Ryo Miyaichi
Ryo Miyaichi (宮市 亮, Miyaichi Ryo, Okazaki, 14 december 1992) is een Japans profvoetballer die bij voorkeur als linksbuiten speelt. Hij tekende in juni 2015 een contract tot medio 2018 bij FC St. Pauli, dat hem transfervrij inlijfde.

## Biografie
Miyaichi werd op veertienjarige leeftijd ontdekt door Stanley Brard en werkte als tiener stages af bij Feyenoord en Ajax. Eind 2010 legde Arsenal hem voor vijf seizoenen vast. Hij kreeg in Engeland alleen geen werkvergunning. De Londense club verhuurde hem daarop in februari 2011 voor een half jaar aan Feyenoord.
Op 4 februari 2011 kreeg Miyaichi te horen dat hij met onmiddellijke ingang speelgerechtigd was voor Feyenoord. Hij maakte twee dagen later zijn debuut voor de club in een uitwedstrijd tegen Vitesse. Op 12 februari 2011 scoorde Miyaichi in de 18e minuut zijn eerste goal voor Feyenoord, thuis tegen Heracles Almelo. Daarmee werd hij de jongste Japanse doelpuntenmaker in de Nederlandse Eredivisie.
Na twee wedstrijden gespeeld te hebben, stond de media voor Miyaichi in de rij. Hierop kondigde Feyenoord een mediastilte voor hem af. Op zaterdag 19 februari 2011 werd per brief bekend dat ook Arsenal van mening was dat Miyaichi zich buiten de media moest houden en zich puur op het voetballen hoorde te concentreren. Op 17 april 2011 scoorde Miyaichi in de thuiswedstrijd tegen Willem II twee doelpunten, in de 29e en 81e minuut. Ook droeg hij twee assists bij aan de 6-1-overwinning van die dag. Hij werd na de wedstrijd uitgeroepen tot Man of the Match. Nederlandse media gaven hem de bijnaam 'Ryodinho', afgeleid van Ronaldinho.
Miyaichi debuteerde op 20 september 2011 in het eerste elftal van Arsenal, in een duel om de League Cup tegen Shrewsbury Town FC. Op 1 september 2014 verhuurde Arsenal hem wederom aan een Nederlandse club, ditmaal voor de duur van het seizoen 2014-2015 aan FC Twente.
Na verhuurperiodes aan vier verschillende clubs, nam Arsenal in juni 2015 definitief afscheid van Miyaichi. Hij tekende een contract tot medio 2018 bij FC St. Pauli, op dat moment actief in de 2. Bundesliga. De club lijfde hem transfervrij in.

## Statistieken

### Club
| Seizoen | Club                | Competitie     | Wedst. | Doelp. |
| ------- | ------------------- | -------------- | ------ | ------ |
| 2010/11 | Arsenal             | Premier League | 0      | 0      |
| 2010/11 | → Feyenoord         | Eredivisie     | 12     | 3      |
| 2011/12 | → Bolton Wanderers  | Premier League | 12     | 0      |
| 2012/13 | → Wigan Athletic FC | Premier League | 4      | 0      |
| 2013/14 | Arsenal             | Premier League | 1      | 0      |
| 2014/15 | → FC Twente         | Eredivisie     | 10     | 0      |
| 2015/16 | St. Pauli           | 2. Bundesliga  | 5      | 2      |
| 2016/17 | St. Pauli           | 2. Bundesliga  | 17     | 0      |
| 2017/18 | St. Pauli           | 2. Bundesliga  | 0      | 0      |
| 2018/19 | St. Pauli           | 2. Bundesliga  | 25     | 5      |
| 2019/20 | St. Pauli           | 2. Bundesliga  | 29     | 1      |
| 2020/21 | St. Pauli           | 2. Bundesliga  | 1      | 0      |
| Totaal  | Totaal              | Totaal         | 116    | 11     |

### Interlands
| Japans voetbalelftal | Japans voetbalelftal | Japans voetbalelftal |
| Jaar                 | Wed.                 | Dlp.                 |
| -------------------- | -------------------- | -------------------- |
| 2012                 | 2                    | 0                    |
| Totaal               | 2                    | 0                    |

## Erelijst
Wigan Athletic
- FA Cup

2013
 Arsenal FC
- FA Cup

2014